# Чиппева (округ, Висконсин)
Округ Чиппева (англ. Chippewa County) располагается в штате Висконсин, США. Официально образован в 1845 году. По состоянию на 2010 год, численность населения составляла 62 415 человек.

## География
По данным Бюро переписи США, общая площадь округа равняется 2696,193 км2, из которых 2610,723 км2 суша и 85,470 км2 или 3,200 % это водоемы.

## Население
По данным переписи населения 2000 года в округе проживает 55 195 жителей в составе 21 356 домашних хозяйств и 15 013 семей. Плотность населения составляет 21,00 человек на км2. На территории округа насчитывается 22 821 жилых строений, при плотности застройки около 9,00-ти строений на км2. Расовый состав населения: белые — 97,85 %, афроамериканцы — 0,16 %, коренные американцы (индейцы) — 0,32 %, азиаты — 0,89 %, гавайцы — 0,01 %, представители других рас — 0,17 %, представители двух или более рас — 0,60 %. Испаноязычные составляли 0,52 % населения независимо от расы.
В составе 33,70 % из общего числа домашних хозяйств проживают дети в возрасте до 18 лет, 58,30 % домашних хозяйств представляют собой супружеские пары проживающие вместе, 8,00 % домашних хозяйств представляют собой одиноких женщин без супруга, 29,70 % домашних хозяйств не имеют отношения к семьям, 24,70 % домашних хозяйств состоят из одного человека, 11,00 % домашних хозяйств состоят из престарелых (65 лет и старше), проживающих в одиночестве. Средний размер домашнего хозяйства составляет 2,53 человека, и средний размер семьи 3,03 человека.
Возрастной состав округа: 26,50 % моложе 18 лет, 7,70 % от 18 до 24, 28,20 % от 25 до 44, 23,10 % от 45 до 64 и 23,10 % от 65 и старше. Средний возраст жителя округа 38 лет. На каждые 100 женщин приходится 99,10 мужчин. На каждые 100 женщин старше 18 лет приходится 96,00 мужчин.
Средний доход на домохозяйство в округе составлял 0 USD, на семью — 0 USD. Среднестатистический заработок мужчины был 0 USD против 0 USD для женщины. Доход на душу населения составлял 0 USD. Около 0,00 % семей и 0,00 % общего населения находились ниже черты бедности, в том числе — 0,00 % молодежи (тех, кому ещё не исполнилось 18 лет) и 0,00 % тех, кому было уже больше 65 лет.